# Alex Ferguson
Alexander Chapman Ferguson (Glasgow, 31 de diciembre de 1941), conocido como Alex Ferguson, es un exfutbolista y exentrenador británico. Fue director técnico del Manchester United desde 1986 hasta su retiro en 2013. El 8 de mayo de ese año anunció su retirada al finalizar la temporada 2012-13.
Entrenó al East Stirlingshire, al Saint Mirren y al Aberdeen antes de trasladarse al banquillo de Old Trafford. También fue seleccionador escocés tras la muerte de Jock Stein.
Entrenó durante 27 años al Manchester United, convirtiéndose en el técnico con más años en el equipo desde Matt Busby (1945-1969). Con él en el banquillo, el Manchester United obtuvo trece campeonatos de liga y seis títulos internacionales (entre ellas dos UEFA Champions League), más títulos que en toda su historia.También fue nombrado "Entrenador del Año" en más ocasiones que cualquier otro en la historia. En 1999 se convirtió en el único entrenador en obtener en un mismo año y con un equipo inglés la Premier League, la FA Cup y UEFA Champions League; asimismo, es el único entrenador que ha logrado la FA Cup en cinco ocasiones, así como el único técnico en obtener la Premier con el mismo equipo en tres ocasiones consecutivas (1998-99, 1999-2000 y 2000-01; 2006-07, 2007-08 y 2008-09) —igualado por Pep Guardiola con el Manchester City F. C. en 2023—. En 2008 se convirtió, después de Brian Clough (Nottingham Forest) y Bob Paisley (Liverpool), en el tercer entrenador británico en obtener en dos ocasiones la Champions League.
En el plano individual es miembro del English Football Hall of Fame y Comendador del Imperio Británico (CBE), honor que le concedió Isabel II en 1999. Además, después de conducir al equipo de la ciudad hacia la Edad de oro de su historia, el ayuntamiento de Aberdeen le concedió el Freedom of the City of Aberdeen. Ferguson fue elegido en 2010 el Mejor Director Técnico de la Historia según la IFFHS.
En enero de 2012, fue galardonado por la FIFA con el premio Distinción Presidencial de la FIFA que se concede desde el 2001 a aquella persona o institución que ha efectuado una contribución superlativa al fútbol sin perseguir con ella el propio protagonismo.
En total, logró cosechar 49
títulos oficiales como director técnico, siendo hasta el momento el más laureado de la historia.

## Jugador
Comenzó su carrera como amateur en el Queen's Park, donde debutó como delantero a los dieciséis años. Ha descrito su primer partido como una «pesadilla», a pesar de anotar en la derrota (2-1) del equipo ante el Stranraer. Como el Queen's Park era un club amateur, se desempeñó como aprendiz en los astilleros de Clyde, dónde se convirtió en un activo representante sindical. El 26 de diciembre de 1959 disputó su encuentro más importante con el Queen's Park; en dicho lance cayeron derrotados (7-1) ante el Queen of the South con cuatro tantos del ex-internacional inglés Ivor Broadis.
Aunque anotó veinte tantos en 31 encuentros con el Queen's Park —con lo que se convirtió en el máximo anotador del equipo— su empleo le impedía jugar todos los encuentros, a causa de lo cual se trasladó al St. Johnstone en 1960. Con su nuevo club volvería a convertirse en un anotador activo, pero se encontró con el mismo problema de antes. Cuando la situación resultaba insostenible, el entrenador le convocó para un encuentro ante el Rangers en el que anotaría un «hat trick» liderando la sorprendente victoria del St. Johnstone. En 1964 el Dunfermline lo contrató y Ferguson decidió dar el salto definitivo al fútbol profesional.
En la temporada 1964/65 su equipo quedó a un punto de obtener la SPL y alcanzó la final de la Copa de Escocia en la que cayeron derrotados (3-2) —con Ferguson en el banquillo— ante el Celtic. En la temporada 1965/66 anotó 45 tantos en 51 encuentros, con lo que se convirtió junto a Joe McBride (Celtic) en el máximo anotador de la SPL con 31 tantos.
Continuó su carrera con el Glasgow Rangers, hasta que un error en la final de la Copa de Escocia de 1969 —en la que debía marcar al capitán del Celtic, Billy McNeill— lo desplazó del primer equipo condenándolo al equipo filial. Hay quien ha dicho que su matrimonio con Cathie —que era católica— tuvo mucho que ver en su salida del equipo; no obstante, él mismo escribiría en su autobiografía que el equipo conocía cuales eran las creencias de su esposa en el momento de contratarle, y que su ocaso vino tras el error en el encuentro final de copa.
Ese año el Nottingham Forest quiso contratarle, pero Cathie no quería mudarse a Inglaterra, así que Ferguson aceptó la oferta del Falkirk, donde le contrataron en calidad de futbolista-entrenador. En 1974 terminó su carrera en el Ayr United.

## Entrenador

### East Stirlingshire
En el verano de 1974 el East Stirlingshire lo contrató como entrenador. Ferguson cobraba 40 libras a la semana en un equipo que ni tenía portero. Allí se labró una reputación de hombre duro; de hecho, el delantero Bobby McCulley afirmó que: «nunca he tenido miedo de nadie, pero Ferguson era un bastardo terrorífico desde el principio». Sus decisiones tácticas eran respetadas por el equipo y los resultados del club mejoraron considerablemente.
En octubre de 1975 el Saint Mirren quiso hacerse con sus servicios. El Saint Mirren era un equipo mayor, por lo que Alex aceptó la oferta; a esta decisión contribuyó Jock Stein, que le aconsejó cambiar de aires.

### Saint Mirren
Entrenó al Saint Mirren entre 1974 y 1978. Durante este tiempo transformó totalmente un equipo que se encontraba en la mitad inferior de la Second Division (tercera categoría) llevándolo a ser campeón de la First Division (segunda categoría) en 1977 y descubriendo talentos como Billy Stark, Tony Fitzpatrick, Lex Richardson, Frank McGarvey, Bobby Reid y Peter Weir que lideraron un sistema de ataque soberbio. La medida de edad del equipo que obtuvo el campeonato era de 19 y el capitán - Fitzpatrick - tenía 20.
En 1978 el equipo decidió despedir al entrenador escocés, convirtiéndose en el único que lo ha hecho en toda su carrera. Alex denunció al equipo por despido improcedente, pero perdió el caso sin posibilidad de apelación. Billy Adams escribió en su artículo en el Sunday Herald del 30 de mayo de 1999 que la versión oficial establecía que Alex había violado el contrato en numerosas ocasiones e incluso había concedido al equipo primas no autorizadas por la dirección. También le acusaron de comportarse de manera intimidatoria con una secretaría al querer obtener ciertas ventajas fiscales para el equipo; no habló con ella en seis semanas, le confiscó sus llaves y sólo se comunicaba con ella a través de un asistente de 17 años. El tribunal concluyó que Alex era «mezquino» e «inmaduro». El presidente del Saint Mirren - Willie Todd - afirmó durante el proceso que Alex «no tenía habilidades como entrenador».
El 31 de mayo de 2008 The Guardian publicó una entrevista de Todd. En ella explicaba que la razón del despido había sido una violación del contrato en virtud de la cual Ferguson había aceptado una oferta del Aberdeen. Jim Rodger, del Daily Mirror, entrevistó al técnico escocés, que afirmó que había solicitado que un miembro del equipo le acompañara a su nuevo destino y que contó a la directiva del St. Mirren que se quería ir. Todd expresó su pesar por lo sucedido pero culpó al Aberdeen de no negociar una compensación.

### Aberdeen

#### Comienzos
En el verano de 1978 se convirtió en el nuevo entrenador del Aberdeen en sustitución de Billy McNeill, quien había sido contratado por el Celtic. El Aberdeen era uno de los equipos más importantes de Escocia —sólo el Celtic había quedado por encima de ellos la temporada anterior— pero no había obtenido la liga desde 1955. Al principio hubo dificultades con los más veteranos del equipo —como Joe Harper— que no creían que un hombre que no era mucho mayor que ellos fuera capaz de entrenarlos. Ese año el equipo cayó derrotado en las semifinales de la Scottish F.A. Cup y en la final de Scottish League Cup, y terminó cuarto en liga.
En diciembre de 1979 cayeron en el encuentro final de copa —esta vez ante el Dundee United— tras la disputa de un desempate. Alex asumió la responsabilidad de la derrota afirmando que debía haber introducido ciertos cambios.

#### Éxito en Escocia
Aunque el equipo comenzó la temporada bastante mal, la situación cambio por completo al empezar el año, tanto que acabaron alzándose con el campeonato tras imponerse por 5-0 en el último encuentro. Era la primera vez en quince años que Celtic o Rangers no eran campeones. De este modo obtuvo el respeto del equipo: «Ese éxito nos unió. Finalmente creyeron en mi».
Alex continuaba siendo un hombre duro y estricto; de hecho, el equipo le llamaba Furious Fergie (Furioso Fergie). Multó a uno de sus futbolistas —John Hewitt— por adelantarle en una vía pública, y la emprendió a patadas con una tetera durante el descanso de un encuentro en el que el equipo había hecho una mediocre primera mitad. No estaba contento con la atmósfera del equipo, así que quiso motivarles acusando a los medios escoceses de apoyar a los clubes de Glasgow. En 1982 el equipo obtuvo la victoria en la Scottish Cup. Los Wolves quisieron contratarle, pero el técnico escocés les rechazó porque el equipo británico no estaba en un buen momento y porque «no había cumplido ni la mitad de sus ambiciones con el Aberdeen».

#### Conquista de Europa
Ferguson llevó al Aberdeen a un éxito aún mayor la temporada siguiente (1982-83). Clasificados para la Recopa de Europa tras vencer en la Copa de Escocia, eliminaron contra todo pronóstico al Bayern de Múnich - que había aplastado (4-1) al Tottenham Hotspur en la ronda previa. Willie Miller ha dicho que este encuentro dio al equipo la confianza necesaria como para creer que eran capaces obtener el torneo; el 11 de mayo de 1983 se impusieron (2-1) en la final ante el Real Madrid. De este modo el Aberdeen se convirtió en el tercer equipo escocés en obtener un título europeo. Alex afirmó que «ahora he hecho algo importante en la vida». El equipo realizó un buen campeonato liguero y revalidó la Copa de Escocia imponiéndose (1-0) en la final al Rangers; no obstante, Alex no estaba contento con el partido del equipo, que calificó como una «vergonzosa actuación» en una entrevista a la televisión. Finalmente se retractaría de dichas declaraciones.
En la temporada 1983-84 el Aberdeen cosechó una racha de buenos resultados que le permitieron llevarse la SPL y la Copa de Escocia. El espectacular currículo del entrenador escocés le llevó a entrar en la Orden del Imperio Británico (OBE) en 1984. Rangers, Arsenal y Tottenham Hotspur quisieron contratarle. En la temporada 1984-85 el equipo retuvo el campeonato de Escocia; no obstante, un año después (1985-86) cayeron a la cuarta plaza, aunque alzaron las dos copas domésticas. En abril de ese mismo año se había reunido con el presidente del equipo —Dick Donald— y le había transmitido su deseo de abandonar la entidad en verano.

#### Selección de Escocia y Copa Mundial de Fútbol de 1986
Durante la ronda clasificatoria del Mundial de México Alex era uno de los asesores de la selección escocesa; no obstante, la muerte del seleccionador Jock Stein el 10 de septiembre de 1985 —al terminar un encuentro en virtud del cual a Escocia le restaba imponerse en una eliminatoria a Australia para obtener la clasificación— colocó a Ferguson al frente de la selección en la eliminatoria ante los australianos. Finalmente ganaron la eliminatoria con un 2-0 en Glasgow y un 0-0 en Melbourne. Ya en la copa del mundo, no le fue tan bien al equipo de Ferguson, que se enfrentó a Dinamarca en el primer partido cayendo 1-0, luego cayó 2-1 frente a Alemania y finalmente empató 0-0 con Uruguay despidiéndose rápido de la copa. Durante esta breve etapa de Ferguson en la selección Archie Knox entrenó al Aberdeen.
Ese mismo año Alex rechazó reemplazar a Peter Shreeves como entrenador del Tottenham Hotspur, empleo que acabó recayendo en el técnico del Luton Town, David Pleat. También rechazó sustituir a Don Howe en el Arsenal y George Graham obtuvo el puesto.
En verano se especuló con que Ferguson iba a reemplazar a Ron Atkinson como entrenador del Manchester United, que había caído al cuarto puesto de la clasificación después de que una racha de diez victorias consecutivas hiciera que el título pareciera inevitable. Aunque el técnico escocés continuó unos meses más en Aberdeen, aceptó el nombramiento en noviembre de 1986.

### Manchester United

#### Contratación, primeras temporadas y casi despido (1986-89)
Ferguson fue contratado como entrenador en Old Trafford el 6 de noviembre de 1986, un par de meses después de haber dirigido durante el Mundial de México para la selección escocesa. Elizabeth, su madre, murió de cáncer de pulmón tres semanas después de su contratación. Ferguson se trajo consigo a Archie Knox, su asistente en el Aberdeen, para cumplir el mismo rol en la dirección técnica. Ferguson se encontró con un Manchester United en crisis, con un plantel conflictivo y con poca disciplina. Una de sus mayores preocupaciones era que varios de sus jugadores bebían mucho y estaban "depresivos" por su pobre estado de forma, ubicándose anteúltimos en la liga.
Su primer partido a cargo fue una derrota 2 a 0 contra el Oxford United el 8 de noviembre, seguido siete días después por un empate sin goles contra el recién ascendido Norwich City y luego su primera victoria por 1 a 0 al QPR en casa el 22 de noviembre. Los resultados mejoraron a medida que la temporada progresaba, y si bien apenas tuvieron su única victoria de visitante ante los candidatos al título y máximo rival, el Liverpool, en el Boxing Day, estaba claro que el United se encontraba en buen camino. El año 1987 empezó en una nota alta luego de golear 4 a 1 al Newcastle United y el equipo empezó a mejorar sus resultados en la segunda mitad de la temporada, con algunas derrotas ocasionales en el camino, acabando 11°avos. en el torneo.
En la siguiente temporada, la 1987-88, Ferguson realizó varios fichajes importantes, como Steve Bruce, Viv Anderson y Brian McClair. Los nuevos jugadores hicieron una contribución positiva a un United que logró acabar segundo en la liga, nueve puntos por debajo del campeón Liverpool. A pesar de la clara ventaja que le llevó Liverpool durante toda la liga, el United apenas perdió 5 partidos durante toda la campaña, pero sus 12 empates indicaban que el equipo todavía estaba lejos de convertirse en un contendiente serio para sus máximos rivales.
Las expectativas para la temporada 88-89 eran altas cuando Mark Hughes regresó al club luego de dos años en el Barcelona, junto a Jim Leighton del Aberdeen; sin embargo la campaña fue una decepción total para el club, acabando 11°avos en la liga y quedando eliminados en la sexta ronda de la FA Cup ante el Nottingham Forest. Debido a esto, Ferguson decidió gastar dinero de cara a su próxima temporada, fichando a los mediocampistas Neil Webb, Mike Phelan, y Paul Ince, así como también el defensor Gary Pallister y el extremo Danny Wallace. El equipo empezó bien con una goleada 4 a 1 a los defensores del título, el Arsenal, en el día de apertura de la liga. Sin embargo, la forma del equipo rápidamente acabaría decayendo. En septiembre, el equipo sufrió una humillante goleada 5 a 1 de su derbi Manchester City, seguido de seis derrotas y dos empates en ocho partidos. Un cartel en Old Trafford declaraba: "Tres años de excusas y seguimos siendo una mierda... hasta luego Fergie", y varios periodistas y fanáticos manifestaron que Ferguson sea despedido, quien luego describiría aquel diciembre de 1989 como "el periodo más oscuro que tuve que enfrentar", mientras que el United acababa la década apenas afuera de la zona del descenso.
Luego de una seguidilla de siete partidos sin ganar, el Manchester United estaba emparejado con el histórico Nottingham Forest de Brian Clough por la tercera ronda de la FA Cup. El Forest estaba teniendo una buena temporada y en el proceso de ganar la Copa de la Liga por segunda vez consecutiva, y se esperaba que el United pierda y por consecuencia Ferguson sea despedido, pero el United ganó el partido 1 a 0 con un gol de Mark Robins y finalmente alcanzó la final. Esa victoria en la Copa es citada como el partido que salvó la carrera de Ferguson en Old Trafford. El Mánchester acabaría ganando la final de la FA Cup al Crystal Palace por 1 a 0 en el replay del empate 3 a 3, dándole a Ferguson su primer trofeo como entrenador en el club. Las fragilidades defensivas del United en el primer partido fueron culpadas al arquero del equipo, Jim Leighton, por lo que para el replay Ferguson colocó a su suplente Les Sealey.

#### A las puertas de la liga (1990-92)
A pesar de que la forma del United mejoró considerablemente en la temporada 1990-91, el equipo continuaba siendo irregular y acabó sexto. Hubo algunas excelentes actuaciones del equipo esa temporada, como una histórica goleada por 6 a 2 al Arsenal en Highbury, pero resultados como una derrota 2 a 1 contra el recién ascendido Sunderland, un apabullante 4 a 0 del Liverpool en Anfield y una derrota 2 a 0 ante el Everton en casa durante inicios de marzo (partido en el cual un joven Ryan Giggs de 17 años hizo su debut en el primer equipo) demostraron que el United todavía tenía camino por recorrer.
Inclusive después de su victoria en la FA Cup la temporada pasada, todavía quedaban algunas dudas sobre la capacidad de Ferguson de tener éxito en donde todos los otros entrenadores desde Matt Busby habían fracasado: ganar la liga. Acabaron subcampeones de la Copa de la Liga, perdiendo 1 a 0 contra el Sheffield Wednesday. Sin embargo, ganaron la Recopa de Europa, venciendo a los campeones de España de aquel año, el Barcelona. Tras ese partido, Ferguson auguró que el United ganaría la liga la temporada siguiente, y parecía que al final le había ganado a aquellos escépticos sobre él luego de casi cinco años a cargo del equipo.
Durante el cierre de la temporada en 1991, el asistente de Ferguson, Archie Knox, abandonó el equipo para trabajar en el Rangers de Escocia, así que Ferguson lo reemplazó con el entrenador de las juveniles Brian Kidd en su lugar. Además hizo dos fichajes importantes, el arquero Peter Schmeichel y el defensor Paul Parker, para mejorar la plantilla. Había mucha anticipación por la eclosión del talento juvenil Ryan Giggs durante la temporada entrante, y la inmersión temprana de otro impresionante joven extremo como Lee Sharpe, que a pesar de su juventud le permitió a Ferguson evitar gastar dinero durante el mercado para reemplazar al decepcionante Danny Wallace en el flanco izquierdo. También incorporó al volante soviético Andrei Kanchelskis, dándole otra alternativa en el ataque para sus mediocampistas más viejos Mike Phelan y Bryan Robson.
Sin embargo, la temporada 1991-92 no estuvo a la altura de las expectativas de Ferguson, y en palabras de él mismo: "varios en los medios sintieron que mis errores contribuyeron al fracaso". El United acabó ganando la Copa de la Liga y la Supercopa de Europa, ambas por primera vez; pero acabaron perdiendo la liga ante el Leeds United después de liderar la tabla durante la mayor parte del torneo. Una sequía de goles y varios empates ante equipos que se esperaba que ganen en la segunda mitad de la campaña acabaron siendo la ruina para un plantel que tuvo un excelente rendimiento durante la primera mitad. Ferguson sintió que su fracaso en fichar a Mick Harford del Leeds United fue lo que les costó la liga, y que necesitaban "una dimensión extra" al equipo si querían ganar el torneo la próxima temporada.
Durante el cierre de la temporada en 1992, Ferguson fue a la caza por un nuevo delantero. Primero intentó fichar a Alan Shearer del Southampton, pero lo acabó perdiendo ante los Blackburn Rovers. Además hizo un intento por el delantero del Sheffield Wednesday, David Hirst, pero su entrenador Trevor Francis rechazó todas las ofertas y el jugador acabó quedándose. Finalmente, pagó 1 millón de libras por el joven delantero de 23 años del Cambridge United, Dion Dublin: su único fichaje importante durante el verano.

#### Instauración del equipo como los mejores de Inglaterra (1993-96)
Después de un difícil comienzo en la temporada 1992-93 al colocarse 10°mos en la tabla para inicios de noviembre, parecía que otra vez el United iba a quedarse en las puertas del título. Sin embargo, después de la compra del delantero francés Éric Cantona del Leeds por 1,2 millones de libras, el futuro del Manchester United y la posición de Ferguson como entrenador empezaron a verse con mejores ojos. Cantona formó una gran dupla en ataque con Mark Hughes, y permitió que el United pase a consolidarse como un serio candidato al título. El 10 de abril de 1993, el United estaba segundo y debía jugar ante el Sheffield Wednesday como locales. El equipo estaba perdiendo a cuatro minutos del final, hasta que Steve Bruce empató. Después de siete minutos de tiempo añadido, el cual se apodó "Fergie Time", aludiendo que se añadían minutos de más hasta que el equipo de Ferguson convirtiera un gol, Bruce convirtió el gol de la remontada al minuto 97, haciendo que Ferguson celebre el gol corriendo hasta la línea de gol y su asistente Brian Kidd hasta el campo con los jugadores; una de las victorias más decisivas del campeonato, puso al United como líderes en la tabla, en donde se mantuvieron. Ganar el título acabó una espera de 26 años del United, y además los convirtieron en los primeros ganadores de la recién inaugurada Premier League. United finalizó con un margen de 10 puntos sobre su escolta, el Aston Villa, cuya derrota por 1 a 0 contra el Oldham Athletic les dio el título a los Red Devils. Ferguson fue votado más tarde como Entrenador del Año por la League Managers' Association.
La temporada 1993-94 trajo aún más éxitos. Ferguson incorporó al mediocampista de 22 años del Nottingham Forest, Roy Keane, en una transferencia británica récord por 3,75 millones de libras, para reemplazar en largo plazo a Bryan Robson, que estaba en el tramo final de su carrera. United lideró la tabla de la Premier de punta a punta, con un brillante Cantona que se coronó como el máximo goleador del equipo con 25 goles en todas las competencias (a pesar de haber sido expulsado dos veces en un lapso de cinco días en marzo de 1994). Ferguson también fue elegido como el Entrenador del Mes en agosto de 1993. El United también alcanzó la final de la Copa de la Liga pero perdió 3 a 1 con Aston Villa, entrenado por el predecesor de Ferguson, Ron Atkinson. En la final de FA Cup, Manchester United logró un apabullante 4 a 0 al Chelsea, con Ferguson ganando su segundo doblete, seguido de sus victorias en la liga y copa de Escocia con el Aberdeen en 1985, aunque su derrota en la Copa de la Liga significó que no pudiera repetir su triplete conseguido con el Aberdeen en 1983.
Ferguson solo hizo un fichaje importante sobre el cierre de la temporada, pagando al Blackburn 1,2 millones de libras por David May. También hubo reportes en los periódicos que iba a fichar al altamente valorado delantero de 21 años, Chris Sutton, del Norwich City, pero el jugador acabó eligiendo al Blackburn. La 1994-95 fue una temporada más difícil para Ferguson; con el famoso incidente de Cantona ante un fanático del Crystal Palace, parecía que su jugador franquicia iba a abandonar el fútbol inglés. Su sanción de ocho meses por parte de la federación le hizo perder la recta final de la temporada. Para sustanciar su reemplazo, Ferguson fichó al prolífico delantero del Newcastle United, Andy Cole, por 7 millones de libras. La temporada también produjo el descubrimiento de los jóvenes talentos Gary Neville, Nicky Butt y Paul Scholes, que produjeron un excelente cubrimiento durante largos periodos en los que el United no podía contar con sus máximas estrellas. Sin embargo, el campeonato liguero se les escapó en la última jornada con un empate por 1 a 1 contra el West Ham United, cuando una victoria podía hacer que ganen su tercera liga consecutiva, siendo finalmente ganador el Blackburn. El equipo también perdió la final de la FA Cup por 1 a 0 al Everton.
Ferguson fue duramente criticado durante el verano de 1995 donde a tres de las máximas estrellas del United les permitieron irse y no se compraron reemplazos. Primero Paul Ince se fue al Inter por 7,5 millones de libras, luego el veterano delantero Mark Hughes fue vendido al Chelsea por 1,5 millones de libras, y Andrei Kanchelskis fue vendido al Everton. Ferguson sentía que había un número de jóvenes talentos que estaban preparados para jugar en el primer equipo. Los jóvenes, conocidos como los "Fergie's Fledglings", incluían a Gary Neville, Phil Neville, David Beckham, Paul Scholes y Nicky Butt, quienes pasarían a ser miembros importantes del equipo. Y así fue como la temporada 1995-96 empezó sin fichajes importantes, cuando sus competidores Liverpool, Arsenal y Newcastle habían gastado grandes cantidades de dinero durante el mercado.
Un joven equipo del United perdió 3 a 1 en su primer partido de la liga, contra el Aston Villa. En el programa Match of the Day, el periodista Alan Hansen criticó su actuación, finalizando su análisis con las palabras "No puedes ganar nada con niños". United ganó sus cinco partidos seguidos al hilo y fueron potenciados por el retorno de Cantona, que se asentó como el líder y capitán para sus jóvenes compañeros. Durante la mayor parte de la temporada, el equipo se encontró como perseguidores a los líderes de la tabla, el Newcastle, y se encontraban a 10 puntos de distancia para Navidades; esto luego de acortó a siete puntos cuando los derrotaron el 27 de diciembre de 1995. El bache se movió a 12 puntos de distancia, pero una serie de victorias, sumados al Newcastle dejándose puntos, colocó al United en la punta de la tabla para fines de marzo. En una bronca televisada luego de una victoria de su equipo, el entrenador del Newcastle Kevin Keegan respondió con bronca a los dichos de Ferguson: "todavía somos contendientes al título, y él todavía debe ir a Middlesbrough... me encantaría que les ganemos, me encantaría." Una victoria contra el Middlesbrough en el último día selló el título para el United, sumado a una victoria al Liverpool en la final de la FA Cup que marcó su segundo doblete en tres años. Una semana después del triunfo, Ferguson acordó una renovación de contrato por cuatro años más al mando.

#### La clase del 92y triplete histórico (1997-99)
El United comenzó la temporada siguiente demoliendo a los subcampeones de la liga del año pasado, el Newcastle, por 4 a 0 en la Charity Shield de 1996. Pasaron a ganar su cuarto título de liga en cinco años para el final de la temporada 1996-97, siendo más fácil por el hecho de que sus rivales "no estaban aptos para el desafío". Bajo las órdenes de Ferguson, el equipo hizo un mejor rendimiento en la Champions League, alcanzando las semifinales por primera vez en 28 años. El United no pudo avanzar más lejos, quedando eliminados por el Borussia Dortmund en Alemania. Los fichajes de los noruegos Ole Gunnar Solskjær y Ronny Johnsen fueron notables incorporaciones para el plantel, con este último acabando como el máximo goleador del equipo. En mayo de 1997, Cantona le informó a Ferguson su decisión de retirarse del fútbol. El jugador se sentía "explotado por el departamento de marketing del United" y cuestionó la ambición deportiva del club, razones que Ferguson entendió. En su reemplazo, ficharon al delantero Teddy Sheringham del Tottenham Hotspur. En el cierre de la temporada, el United asignó a Keane como su nuevo capitán. Ferguson lo describió como "el jugador más completo en el juego" después de la victoria del equipo en la Charity Shield de 1997 y creía que Keane tenía "todos los ingredientes necesarios" para reemplazar a Cantona.
La derrota con Leeds United en septiembre de 1997 marcó la primera del equipo en liga en siete meses; Keane se lesionó durante ese partido y tuvo que quedarse afuera del resto de la temporada por quebrarse los ligamentos cruzados. El arquero Peter Schmeichel fue elegido capitán en su reemplazo. Para noviembre, el United alcanzó una distancia de cuatro puntos del liderato en la liga, que provocó discusión sobre si algún equipo estaba dispuesto a alcanzarlos. Después de la derrota del Arsenal ante el United ese mismo mes, Ferguson reconoció que la carrera por el título sea de un solo equipo "no era sano para el juego" y admitió que sus oponentes "merecían ganar en la segunda mitad del partido". Las fragilidades del Liverpool, Chelsea y Blackburn como competidores permitieron que el United extendiera su liderato a 11 puntos de distancia, aún con el Arsenal debiendo partidos. Sin embargo, las lesiones y los malos resultados desestabilizaron al equipo. Cuando Arsenal visitó el Old Trafford en marzo, parecía probable que el equipo londinense se sumara a la carrera por el título. Arsène Wenger, su nuevo entrenador, fue optimista sobre las posibilidades de su equipo «La semana pasada te dije que la carrera no había terminado cuando los corredores de apuestas dejaron de apostar. Sorpresa, sorpresa, han comenzado a tomar dinero de nuevo». Un gol victorioso de Marc Overmars puso al Arsenal en camino al título, dejándolos seis puntos atrás con tres juegos por disputar.
Arsenal consiguió todos sus puntos en juego, sellando su título con una victoria al Everton el 3 de mayo de 1998. Ferguson felicitó a su oponente Arsène Wenger, quien en su primera temporada en el club logró el doblete: "creo que es bueno que mis jugadores pierdan en esta ocasión. Reconozco de corazón el logro que alcanzó el Arsenal entre navidades y el final de la temporada". United fue derecho a comprar al defensor del PSV Jaap Stam por 10,75 millones de libras, un nuevo récord. Ferguson quiso fortalecer las opciones en ataque del equipo y focalizaron a Dwight Yorke del Aston Villa como su principal objetivo. Los intentos del United por ficharlo fueron refutados al principio, antes que Ferguson convenciera a Edwards de aumentar la oferta del United a 10 millones. Un acuerdo por 12,6 millones de libras fue aceptado una semana después del inicio de liga; Yorke firmó minutos antes que el deadline acabara para poder incluirse en la lista del equipo para la Champions League.
El United abrió la temporada 1998-99 con una derrota por 3 a 0 contra el Arsenal en la Charity Shield de 1998. Ferguson no estaba preocupado por el resultado, pero perder ante los campeones un mes más tarde por el mismo marcador fue, según sus palabras, «mucho menos tolerable». En diciembre de 1998, Kidd abandonó su rol como asistente para ser entrenador del Blackburn. Su reemplazo fue Seth McClaren, por recomendación de los directivos, "por su habilidad direccional y su ética de trabajo". Su primer partido como asistente fue la histórica goleada del United por 8 a 1 al Nottingham Forest.
Ferguson sentía que su apuesta por recuperar la Premier League empezó indiferente por sus compromisos en el resto de competencias. Él estaba dispuesto a "pagar por el progreso" hecho en la Champions League, donde el equipo logró acabar segundo en su "grupo de la muerte", detrás del Bayern Múnich y delante del Barcelona. La victoria ante el Liverpool por la cuarta ronda de la FA Cup fue un portento para el resto de la temporada. Con un gol abajo apenas tres minutos de partido, el equipo logró empatar al minuto 86 y anotó el gol de la victoria a través de Solskjær en tiempo de descuento. En retrospectiva, Ferguson dijo que "fue una demostración de que la moral iba a ser tan vital como una gran rendimiento en los cinco meses que quedaban por delante para el United".
En las semanas finales de la temporada liguera, Arsenal se estableció como un claro competidor para el United. Ambos clubes estaban emparejados para las semifinales de la FA Cup, que acabó decidiéndose por un replay luego de que el primer partido acabara en un empate sin goles. Keane fue expulsado para el segundo tiempo y el United concedió un penal sobre el final con el partido empatado 1 a 1. Sin embargo, el tiro de Dennis Bergkamp fue atajado por Peter Schmeichel. Ferguson esperaba que su equipo "al menos lleve el partido a penales", pero Ryan Giggs acabó ganando el partido con una carrera en la que esquivó a varios defensores del Arsenal para terminar definiendo lo que es considerado uno de los goles más míticos en la historia del United. «El partido terminó con una invasión al campo, peleas esporádicas y con David Beckham saliendo del campo con una lesión en el hombro», escribió Matt Dickinson en The Times. El equipo pasó a ganarle al Newcastle United en la final de la FA Cup y completó el doblete, una semana antes de que el equipo recuperara el título de la Premier League.

El progreso del Manchester United en la Champions League era más prometedor que temporadas anteriores. El equipo eliminó al Inter de Milán en cuartos de final y enfrentó a la Juventus en las semifinales. Un gol sobre el final de Giggs logró un empate 1 a 1 en la ida, pero a pesar de conceder un gol de visitante, Ferguson se mostraba esperanzado de alcanzar la final: "algo me dice que vamos a ganar. La naturaleza de nuestro club es torturarnos tanto que la única forma de aliviarnos es ganando allá." En el Estadio de los Alpes, el delantero Filippo Inzaghi adelantó a la Juventus por 3 a 1 en el global. Keane cabeceó un centro de Beckham para acortar distancias justo antes del entretiempo, pero una amarilla por una falta a Edgar Davids lo privó de jugar la final. Yorke empató, antes de que Cole lograra el tercero para ganar el partido con justeza. El rendimiento de Keane meritó aclamación por parte de Ferguson:
Fue la muestra de altruismo más enfática que he visto en un campo de fútbol. Golpeando cada brizna de hierba, compitiendo como si prefiriera morir de cansancio antes que perder, inspiraba a todos los que lo rodeaban. Sentí que era un honor estar asociado con un jugador así.
Días después de la final de la FA Cup, el United viajó a Barcelona para disputar la final de la Champions League. Ferguson contempló la selección de su equipo para afrontar al Bayern Múnich; las suspensiones de Scholes y Keane los dejaron afuera de la final. Beckham fue movido al centro del campo, mientras que Giggs pasó a la banda derecha y Jesper Blomqvist a la izquierda, cambios que el entrenador creía que prevendrían de que sus oponentes jueguen angostos. United encajó un gol a seis minutos del inicio del partido, por un tiro libre de Mario Basler. Sheringham, que ingresó por Blomqvist, empató en el primer minuto del tiempo añadido. Tres minutos después. Solskjær anotó el gol ganador, que hizo que United ganara un histórico triplete sin precedentes en el club. Ferguson, entrevistado momentos después, dijo: "No puedo creerlo. Fútbol, qué decir. Nunca se rindieron y por eso ganaron." Schmeichel y él levantaron en conjunto el trofeo en la ceremonia de coronación.
Un público de 500 mil personas fueron a las calles de Mánchester para festejar junto a los jugadores, que desfilaron a través de la ciudad por un autobús descapotable. Como campeones de Europa, el United fue invitado a participar de la Copa Intercontinental. El club también ingresó al recién inaugurado Mundial de Clubes, que se albergaba en Brasil. Esto trajo consigo una potencial acumulación de partidos, así que el United aceptó la recomendación de la FA de bajarse de la FA Cup, los primeros defensores al título en hacerlo. Años después, Ferguson comentaría al respecto: "Lo hicimos por la apuesta de Inglaterra al Mundial de ese año. Esa era la situación política. Me lo arrepiento ya que no tuvimos más que reproches por no haber estado en la FA Cup, cuando realmente no era nuestra culpa".

#### Triplete liguero y casi retiro (1999-02)
El United acabó la liga 1999-00 como campeones, con solo tres derrotas y un récord de margen de puntos con 18 sobre el Arsenal. En diciembre de 1999, el club le ganó al Palmeiras en Tokio por la Copa Intercontinental, pero un mes después quedó eliminado en fase de grupos del inaugural Mundial de Clubes, aunque Ferguson describió al torneo como "fantástico". El United fracasó en retener la Champions League, perdiendo en cuartos de final contra los eventuales campeones, el Real Madrid. Ferguson empezó a fortalecer su plantilla y fichó a Fabien Barthez del Mónaco por 7,8 millones de libras. También siguió de cerca a Ruud van Nistelrooy, "un delantero del más alto calibre". Él conoció al jugador y a su agente en Mánchester para discutir formalidades y fue informado del problema de van Nistelrooy en su tobillo. Ferguson no se sintió preocupado por esto: recordó a la situación como una experiencia similar que tuvo él mismo y que no le interrumpió su carrera futbolística. Van Nistelrooy, aun así, falló su examen médico, pero Ferguson le aseguró que "encontraría un modo de salir de esa pesadilla". El acuerdo fue realizado en abril del 2001 por una transferencia británica récord de 19 millones de libras.
En la temporada 2000-01, el United retuvo la liga por tercera temporada consecutiva, convirtiéndose en tan solo el cuarto club en la historia en lograrlo. Cualquier indicio de que el equipo de Ferguson pudiera ser alcanzado se desvaneció cuando el United venció al Arsenal 6–1 en febrero de 2001. Dwight Yorke anotó un triplete, donde Wenger alineó a un par de defensas relativamente inexpertos, Gilles Grimandi e Igors Stepanovs, para cubrirlo. El logro, sin embargo, fue pasado por alto debido a los reportes que informaban el cruce que había entre la directiva y Ferguson. El entrenador comentó al canal del club MUTV que estaba preparado para irse del club, una vez que finalizaba su contrato el siguiente año. "La decisión está hecha. Voy a dejar al club. Estoy decepcionado con lo que ha ocurrido porque estaba esperando de que se solucionara de alguna forma. No ocurrió como pensaba y eso es todo lo que hay por decir". Ambas partes finalmente alcanzaron un acuerdo que complacía a Ferguson: "Estoy encantado de hayamos podido solucionar esto. Cuando estás en el club por tanto tiempo ya acaba siendo parte de tu sangre". La edad fue uno de los factores que influyeron en la primera decisión de Ferguson: alcanzar los 60 actuaba como una "barrera psicológica... cambió mi sentido de salud y forma".
En mayo de 2001, McClaren se fue al Middlesbrough para convertirse en su entrenador, con Jimmy Ryan siendo nombrado el asistente de Ferguson por el resto de la temporada. El United rompió el récord del mercado una vez más cuando fichó al argentino Juan Sebastián Verón de la Lazio por 28 millones de libras. En ese verano también hubo una disputa por Patrick Viera cuando Ferguson aceptó una oferta por él cuando el jugador estaba molesto por la inactividad del Arsenal para realizar el pase. Wenger criticó a sus rivales por «... acercarse a Patrick sin contactarnos, y eso realmente no es respetar las reglas». En agosto de 2001, Stam fue trasferido a la Lazio por 16 millones de libras. El jugador reveló en su autobiografía Head to Head que Ferguson ilegalmente lo había contactado a él para una transferencia al Manchester United en vez de informar al PSV. Ferguson después dijo que necesitaba vender al jugador para recortar "el masivo presupuesto en salarios", y en una entrevista ocho años después, reveló que su máximo arrepentimiento como entrenador del club "fue dejar ir a Stam. Sin dudas".
El club tuvo una pésima primera mitad en la liga y acabó en la novena posición después de una derrota con West Ham en diciembre de 2001. En la noche de navidades, Ferguson reconsideró retirarse, pero su familia lo convenció de quedarse en el United y Ferguson informó a la directiva su cambio de decisión el día siguiente. Una vez que su decisión de quedarse se hizo pública en febrero del 2002, la forma del United mejoró. El equipo ganó 13 de 15 partidos, y el campeonato se decidió en Old Trafford en el penúltimo juego de la temporada en la derrota con el Arsenal por 1 a 0; Wenger describió la victoria de su equipo como un «cambio de poder». El United tendría una temporada sin trofeos, al quedar eliminados en la semifinales de la Champions League contra el Bayer Leverkusen por gol de visitante y sus eliminaciones tempranas en las copas domésticas. Ferguson atribuyó que sus decisiones acerca de su retiro tuvieron un efecto negativo en sus jugadores y en su habilidad en imponer disciplina.

#### Enfrentamientos con Arsenal y recambio generacional (2002-05)
En junio de 2002, Ferguson apuntó a Carlos Queiroz como su nuevo asistente técnico. La recomendación vino de Andy Roxburgh, en el momento en el que el United empezó a scoutear jugadores del hemisferio sur y quería un entrenador multilenguaje. Ferguson estaba tan impresionado con Queiroz después de su primer encuentro que le ofreció el trabajo "ahí mismo". En julio de 2002, el United pagó 29 millones de libras por el defensor del Leeds United Rio Ferdinand. El club rompió el récord de transferencias británicas una vez más, pero esto no preocupaba a Ferguson: "tenemos el derecho de intentar mejorarnos y no hay nada de malo con eso".

Aun así, la temporada 2002-03 empezó mal para el United; el club hizo su peor inicio en liga en 13 años. En una columna por The Daily Telegraph, Hansen dijo que "Ferguson reconocería este difícil inicio de temporada por lo que es: el desafío más grande de su carrera". La respuesta de Ferguson fue típicamente optimista:
No me pagan para que entre en pánico. Hemos tenido muchos comienzos difíciles. Mi mayor desafío no es lo que está sucediendo en este momento. Mi mayor desafío fue derribar al Liverpool de su puta posición. Y puedes imprimir eso.
Varios jugadores fueron enviados a operarse en ese periodo, una "pequeña apuesta" que Ferguson tomó con la esperanza de que volvieran energizados. La derrota ante el Manchester City en Maine Road en septiembre del 2002, forzó al United a cambiar su estilo de juego. El equipo "movía la pelota más adelante y con rapidez en vez de concentrarse en tener grandes radios de posesión", y el cuerpo técnico intentó acomodar a Diego Forlán con Ruud Van Nistelrooy, en vez de Paul Scholes. La forma del United en liga mejoró a pesar de la derrota con Liverpool en la final de la Copa de la Liga del 2003 y superaron al Arsenal en la carrera por la Premier League por octava vez en mayo del 2003 cuando parecía que el conjunto de Wenger lo retendría. El partido final de temporada entre ambos equipos terminó en circunstancias controvertidas luego de que los árbitros del partido permitieron que el segundo gol de Thierry Henry se mantuviera a pesar de que el jugador estaba en fuera de juego y Sol Campbell fue expulsado por un codazo sobre Ole Gunnar Solskjær en el empate 2-2. En Champions League, el equipo quedó eliminado en cuartos de final ante el Real Madrid; Ferguson describió el segundo partido, una victoria 4 a 3 en Old Trafford, como "épica".
Después de pasar una temporada en el club, Queiroz se fue para entrenar al Real Madrid en junio del 2003. Ferguson anticipó que tarde o temprano acabaría volviendo: "Tres meses después ya estaba queriendo irse del Madrid", y por esa razón no contrató un reemplazo. En ese verano, David Beckham se fue al Real Madrid en el proceso de formación de "Los Galácticos", mientras que Juan Sebastián Verón se fue al Chelsea habiendo rendido menos de lo esperado. En un intento de reconstruir al equipo, el United reemplazó a Barthez con Tim Howard y, en un amistoso disputado con el Sporting de Lisboa por la apertura del nuevo estadio del equipo portugués, un joven Cristiano Ronaldo de 17 años impresionó tanto a Ferguson que, luego de escuchar el pedido de sus jugadores para ficharlo, lo trajo al club como un proyecto a futuro. Su expectativa fue tanta que incluso le asignó el dorsal "7" que una leyenda del club como David Beckham había ocupado la temporada pasada. En ese verano también se intentó fichar a Ronaldinho, aunque el pase se cayó a último momento cuando este decidió irse al Barcelona.
El Arsenal le ganó al United en su camino a la victoria por la FA Cup y ambos equipos volvieron a enfrentarse por la Community Shield que abría la temporada 2003-04. En un partido caliente, se otortgaron cinco amarillas y se fue expulsado Francis Jeffers del Arsenal. Tras empatar 1 a 1 en los 90 minutos, el United acabó ganando el torneo después de los fallos de Van Bronckhorst y Robert Pirès. En diciembre del 2003, Rio Ferdinand fue sancionado de jugar al fútbol después de ausentarse para un examen de dopaje. Ferguson en su autobiografía diez años después culpó a los controladores de dopaje que "no hicieron bien su trabajo... no estaban buscando a Rio". La ausencia de Ferdinand mermó a la defensa del United en la carrera por el título de liga; el equipo acabó tercero contra "Los Invencibles" del Arsenal y el nuevo Chelsea de Román Abramóvich que empezaba a establecerse como otro competidor al campeonato. El enfrentamiento entre Wenger y Ferguson por liga en septiembre de 2003 es llamada "La batalla de Old Trafford", ya que se cobraron 41 faltas de ambos equipos, se otorgaron 5 tarjetas amarillas y se expulsó al capitán del Arsenal Patrick Viera luego de un altercado entre van Nistelrooy y el árbitro Steve Bennett. Tanto Ferguson como Wenger defendieron sus posturas con respecto a la situación y ocurrieron cinco sanciones para jugadores del Arsenal y dos para el United por parte de la FA. En Europa, perdieron contra los eventuales campeones de la Champions, el Porto de José Mourinho. Ferguson se quejó del árbitraje en aquella serie aludiendo que el árbitro pudo haber convalidado un gol legítimo de Paul Scholes que le hubiese bastado al United para avanzar. El equipo acabó la temporada como campeones de la FA Cup al vencer al Millwall por 3 a 0.
En la apertura de la temporada 2004-05 con la final de la Community Shield entre Arsenal y el United, el conjunto de los de Wenger acabó ganando el partido por 3 a 1. En aquel verano, el United compraría al joven talento Wayne Rooney (el joven más caro del momento por 20 millones de euros) y el defensor argentino Gabriel Heinze mientras que Cristiano Ronaldo continuó progresando en el equipo teniendo actuaciones cada vez más determinantes en los partidos. Sin embargo, la falta de un delantero debido a las constantes lesiones de Ruud Van Nistelrooy hizo que el United acabara tercero en liga por tercera vez en cuatro años. El enfrentamiento entre Arsenal y United en Old Trafford el 24 de octubre, considerado el "Pizzagate" o "Batalla del buffet", es debido a que, tras consumarse la victoria 2 a 0 del United que acabó con la racha de 49 partidos sin perder del Arsenal, el penal convertido por Rooney fue fuertemente discutido en el túnel de salida en donde se encontraban jugadores y entrenadores. Allí ocurrió un incidente donde el juvenil de 17 años Cesc Fàbregas le tiró un pedazo de pizza en la cabeza a Alex Ferguson en medio de la discusión entre jugadores por la legitimidad del penal concedido. Ferguson, tras su retiro en 2013, dijo que consideraba la "Batalla del Buffet" como un momento decisivo para con Wenger, ya que a partir de ahí desorientó su gestión y tensionó la relación entre ambos.
El equipo acabaría aquella temporada perdiendo la final de la FA Cup contra el Arsenal por penales. Una eliminación en octavos de final de Champions League contra el Milan y una salida en semifinales en la Copa de la Liga en manos de los eventuales campeones, el emergente Chelsea de José Mourinho, que terminó de establecerse como un nuevo gran rival en la liga tras acabar como los nuevos campeones de la Premier League en aquel año, significó una rara temporada para el United que terminó sin trofeos conseguidos.

#### Asentación de la nueva generación y otra vez campeones de Europa (2006-09)
La temporada 2005-06 significó la última de transición para los de Ferguson: a pesar de ni siquiera haber logrado clasificarse a octavos de final en Champions League y terminar segundos en liga detrás del Chelsea, el equipo concretó importantes fichajes para el futuro como lo fueron Park Ji-Sung del PSV, Edwin van der Sar del Fulham, Nemanja Vidić y Patrice Evra, en medio de lo que fue una revolución adquisitiva en Old Trafford en la que los Glazers lograron quedarse con el total control del club. Ganar la Copa de la Liga sirvió como consolación en medio de otra temporada sin trofeos importantes. Luego de no iniciar en aquella final, el futuro incierto de Ruud Van Nistelrooy acabó en el neerlandés marchándose al final de la temporada, junto a la leyenda Roy Keane por mutuo acuerdo.

En el verano del 2006, Michael Carrick fue comprado para reemplazar a Keane por 18 millones de libras. El United empezó la nueva temporada bien, ganó por primera vez sus primeros cuatro partidos en liga, su mejor inicio desde 1985. Se asentaron como principales candidatos al título en la primera mitad del torneo y nunca dejaron el primer puesto de la tabla desde la 10°ava fecha. Los fichajes de enero de 2006 tuvieron un gran impacto en las actuaciones del United: Patrice Evra y Nemanja Vidić llegaron para formar una sólida línea defensiva junto con Rio Ferdinand y el capitán Gary Neville. El fichaje de Carrick aportó estabilidad y mayor creatividad en el mediocampo del United, formando una sociedad eficaz con Paul Scholes. Park Ji-sung y Ryan Giggs subrayaron su valor para el primer equipo añadiendo ritmo e incisividad en ataque, sumado a la temporada consolidación para los jóvenes talentos Wayne Rooney y Cristiano Ronaldo.

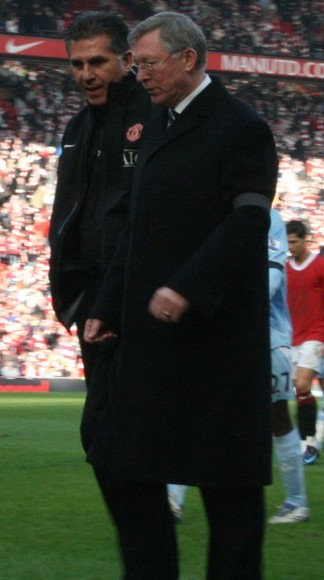
Ferguson con su ex-asistente Carlos Queiroz.

El 3 de noviembre de 2006 Ferguson celebró el vigésimo aniversario de su nombramiento como entrenador del United. Tanto el equipo como exfutbolistas que habían estado en Mánchester le rindieron un homenaje, al que también asistieron Arsène Wenger, y el excapitán Roy Keane. El 1 de diciembre el equipo anunció que había obtenido la cesión del veterano delantero Henrik Larsson, a quien el escocés admiraba y cuya adquisición había intentado con anterioridad. El 23 de diciembre de 2006 Cristiano Ronaldo anotó ante el Aston Villa el tanto número 2000 del equipo desde que Ferguson estaba en el banquillo.
El United obtuvo su novena Premier pero no pudo alzarse con el doblete tras caer derrotado en el último encuentro de la FA Cup merced a un tanto de Didier Drogba. Si el United se hubiera impuesto a los blues habría sido el primer equipo en obtener el doblete en cuatro ocasiones. En Champions alcanzaron las semifinales tras humillar (7-1) a la Roma en la vuelta de los cuartos de final. pero cayeron eliminados ante el Milan después de ser derrotados (3-0) en San Siro.
Para el nuevo año el equipo realizó importantes contrataciones como el mediocentro Owen Hargreaves, que abandonaba el Bayern después de siete años. El United reforzaría aún más el centro del campo con las adquisiciones del extremo Nani y del mediocentro Anderson. La última adquisición del verano sería el delantero Carlos Tévez - artillero del West Ham United y de la selección albiceleste - después de unas complicadísimas negociaciones.
Las nuevas adquisiciones no evitaron que el equipo realizara un muy mal arranque de temporada después de empatar en dos encuentros consecutivos y caer derrotados (1-0) ante el Manchester City. No obstante el United mejoró notablemente estos resultados y disputó el campeonato al Arsenal. El escocés declaró ante los medios que de todos los años que llevaba al frente del United, este era el mejor equipo que había reunido nunca.
El 16 de febrero de 2008 el United aplastó al Arsenal (4-0) en la quinta ronda de la FA Cup; no obstante, el 8 de marzo los red devils cayeron derrotados (1-0) en la sexta ronda ante el Portsmouth, que a la postre obtendría la competición. Terminado el encuentro Ferguson declaró que no había existido penalti y que Keith Hackett, presidente de una asociación arbitral responsable de los encuentros disputados en la FA Cup, «no estaba haciendo su labor correctamente». La FA Cup denunció al escocés por conducta impropia. No era la primera denuncia que recibía ese año, ya que anteriormente había cuestionado la actuación arbitral en el encuentro en el que su equipo cayó derrotado (1-0) ante el Bolton Wanderers.
El 11 de mayo de 2008 el United obtuvo su décimo campeonato de liga, exactamente 25 años después de que Ferguson llevara al Aberdeen a derrotar al Real Madrid en el último encuentro de la Recopa de Europa. El Chelsea, máximo competidor del United, acabó el año a dos puntos de los red devils después de empatar ante el Bolton (1-1) en el último encuentro del año.
El 21 de mayo de 2008 Ferguson obtuvo de nuevo la Champions derrotando al Chelsea en la tanda de penaltis (6-5) en un encuentro disputado en el Estadio Olímpico Luzhnikí (Moscú). Un penalti que no convirtió Cristiano Ronaldo dio a los blues la opción de obtener la competición si John Terry marcaba; no obstante, el central del Chelsea tampoco anotó y Edwin van der Sar detuvo el lanzamiento de Nicolas Anelka dando la victoria a los red devils. Tras obtener el título los medios especularon con que el escocés tenía intención de retirarse en tres años, aunque él mismo desmintió dichas informaciones.
En la temporada 2008-09 el equipo revalidó el campeonato liguero, lo que convirtió al escocés en el primer entrenador de la historia del fútbol inglés en obtener la Premier League tres veces consecutivas en dos ocasiones. Con Ferguson el Manchester United ha obtenido once títulos ligueros; asimismo, con la victoria en la Premier 2008-09 el equipo alcanza el récord del Liverpool con 18 títulos. El 27 de mayo de 2009 el equipo disputó la Champions al mítico Barcelona de Pep Guardiola, cayendo derrotado ante el equipo español por (2-0).
Tras la ceremonia de celebración el técnico escocés declaró que estaría en el United hasta que su salud se lo permitiera y que estaba contento de celebrar un nuevo título. De obtener nuevamente el campeonato los mancunianos rebasarán el récord del Liverpool y se convertirán en el equipo británico con más victorias en la Premier.
En la temporada 2009-10 el United únicamente obtuvo Carling Cup tras derrotar (2-1) al Aston Villa en Wembley, en un encuentro celebrado el 28 de febrero de 2010. En Europa el Bayern de Múnich le privó de alcanzar un tercer entorchado eliminándole en cuartos tras derrotarles en Alemania (2-1), haciendo inútil la victoria de los mancunianos en Old Trafford (3-2). En Inglaterra los red devils mantuvieron hasta el final un emocionante pulso con el Chelsea de Ancelotti, que a la postre se haría con el campeonato liguero tras derrotar en el último encuentro (8-0) al Wigan.
En la temporada 2010-2011 consigue otra Premier League para el Mánchester, y es derrotado en las semifinales de la copa inglesa (frente al Manchester City), y en la final de la Liga de Campeones (de nuevo frente al Barcelona).
El 8 de mayo de 2013, tras ganar la Premier League 2012/13, el Manchester United anuncia que Ferguson se retirará a final de temporada y pondrá fin a su trayectoria como entrenador.
Ferguson se retira en el Manchester United a los 71 años y termina con una racha de 26 temporadas y 38 títulos, siendo así el único entrenador de la historia con más temporadas y más títulos en su carrera.

## Clubes

### Como jugador
| Club                 | País                | Año                 | Part. | Goles |
| -------------------- | ------------------- | ------------------- | ----- | ----- |
| Queen's Park         | Escocia             | 1957-1960           | 31    | 15    |
| St. Johnstone        | Escocia             | 1960-1964           | 37    | 19    |
| Dunfermline Athletic | Escocia             | 1964-1967           | 89    | 66    |
| Rangers              | Escocia             | 1967-1969           | 57    | 44    |
| Falkirk              | Escocia             | 1969-1973           | 95    | 37    |
| Ayr United           | Escocia             | 1973-1974           | 28    | 10    |
| Total en su carrera  | Total en su carrera | Total en su carrera | 338   | 191   |

### Como entrenador
| Equipo                         | País       | Desde                    | Hasta                  | Historial | Historial | Historial | Historial | Historial | Historial | Historial | Historial |
| Equipo                         | País       | Desde                    | Hasta                  | PD        | PG        | PE        | PP        | GF        | GC        | Dif.      | Efect.    |
| ------------------------------ | ---------- | ------------------------ | ---------------------- | --------- | --------- | --------- | --------- | --------- | --------- | --------- | --------- |
| East Stirlingshire             | Escocia    | 1 de junio de 1974       | 20 de octubre de 1974  | 17        | 10        | 3         | 4         | 36        | 27        | +9        | 64.7%     |
| Saint Mirren                   | Escocia    | 21 de octubre de 1974    | 31 de mayo de 1978     | 151       | 63        | 39        | 49        | 252       | 207       | +45       | 50.33%    |
| Aberdeen                       | Escocia    | 1 de junio de 1978       | 5 de noviembre de 1986 | 453       | 268       | 105       | 80        | 898       | 364       | +534      | 66.89%    |
| Selección de fútbol de Escocia | Escocia    | 10 de septiembre de 1985 | 13 de junio de 1986    | 10        | 3         | 4         | 3         | 8         | 5         | +3        | 43.33%    |
| Manchester United              | Inglaterra | 6 de noviembre de 1986   | 19 de mayo de 2013     | 1477      | 885       | 321       | 271       | 2763      | 1382      | +1381     | 67.16%    |
| Total                          | Total      | Total                    | Total                  | 2131      | 1239      | 489       | 403       | 3963      | 1968      | +1995     | 65.79%    |

### Registro detallado en Manchester United
| Equipo                       | Div.  | Temporada | Liga  | Liga | Liga | Liga | Liga |       | Copa | Copa | Copa | Copa  |     | Internacional | Internacional | Internacional | Internacional | Internacional |   | Otros | Otros | Otros | Otros |     | Totales     | Totales | Totales | Totales | Totales | Totales | Totales | Totales |
| Equipo                       | Div.  | Temporada | Part. | G    | E    | P    | Pos. | Part. | G    | E    | P    | Part. | G   | E             | P             | Pos.          | Part.         | G             | E | P     | Part. | G     | E     | P   | Rendimiento | GF      | GC      | Dif.    |         |         |         |         |
| ---------------------------- | ----- | --------- | ----- | ---- | ---- | ---- | ---- | ----- | ---- | ---- | ---- | ----- | --- | ------------- | ------------- | ------------- | ------------- | ------------- | - | ----- | ----- | ----- | ----- | --- | ----------- | ------- | ------- | ------- | ------- | ------- | ------- | ------- |
| Manchester United Inglaterra | 1.ª   | 1986-87   | 29    | 11   | 10   | 8    | 11.º | 2     | 1    | 0    | 1    | -     | -   | -             | -             | -             | -             | -             | - | -     | 31    | 12    | 10    | 9   | 49.46%      | 37      | 30      | +7      |         |         |         |         |
| Manchester United Inglaterra | 1.ª   | 1987-88   | 40    | 23   | 12   | 5    | 2.º  | 4     | 2    | 0    | 2    | -     | -   | -             | -             | -             | -             | -             | - | -     | 44    | 25    | 12    | 7   | 65.91%      | 76      | 43      | +33     |         |         |         |         |
| Manchester United Inglaterra | 1.ª   | 1988-89   | 38    | 13   | 12   | 13   | 11.º | 3     | 1    | 1    | 1    | -     | -   | -             | -             | -             | -             | -             | - | -     | 41    | 14    | 13    | 14  | 44.72%      | 47      | 37      | +10     |         |         |         |         |
| Manchester United Inglaterra | 1.ª   | 1989-90   | 38    | 13   | 9    | 16   | 13.º | 5     | 3    | 2    | 0    | -     | -   | -             | -             | -             | -             | -             | - | -     | 43    | 16    | 11    | 16  | 45.74%      | 57      | 55      | +2      |         |         |         |         |
| Manchester United Inglaterra | 1.ª   | 1990-91   | 38    | 16   | 12   | 10   | 6.º  | 6     | 4    | 0    | 2    | 9     | 7   | 0             | 2             | 1.º           | 1             | 0             | 1 | 0     | 54    | 27    | 15    | 12  | 59.26%      | 91      | 59      | +32     |         |         |         |         |
| Manchester United Inglaterra | 1.ª   | 1991-92   | 42    | 21   | 15   | 6    | 2.º  | 11    | 7    | 3    | 1    | 4     | 1   | 2             | 1             | 1/16          | 1             | 1             | 0 | 0     | 58    | 30    | 20    | 8   | 63.21%      | 85      | 45      | +40     |         |         |         |         |
| Manchester United Inglaterra | 1.ª   | 1992-93   | 42    | 24   | 12   | 6    | 1.º  | 6     | 3    | 1    | 2    | 2     | 0   | 1             | 1             | 1.ªR          | -             | -             | - | -     | 50    | 27    | 14    | 9   | 63.33%      | 76      | 39      | +37     |         |         |         |         |
| Manchester United Inglaterra | 1.ª   | 1993-94   | 42    | 27   | 11   | 4    | 1.º  | 16    | 12   | 2    | 2    | 4     | 2   | 2             | 0             | 2.ªR          | 1             | 1             | 0 | 0     | 63    | 42    | 15    | 6   | 74.61%      | 130     | 60      | +70     |         |         |         |         |
| Manchester United Inglaterra | 1.ª   | 1994-95   | 42    | 26   | 10   | 6    | 2.º  | 10    | 7    | 1    | 2    | 6     | 2   | 2             | 2             | FG            | 1             | 1             | 0 | 0     | 59    | 36    | 13    | 10  | 68.36%      | 110     | 48      | +62     |         |         |         |         |
| Manchester United Inglaterra | 1.ª   | 1995-96   | 38    | 25   | 7    | 6    | 1.º  | 9     | 7    | 1    | 1    | 2     | 0   | 2             | 0             | 1.ªR          | -             | -             | - | -     | 49    | 32    | 10    | 7   | 72.11%      | 92      | 46      | +46     |         |         |         |         |
| Manchester United Inglaterra | 1.ª   | 1996-97   | 38    | 21   | 12   | 5    | 1.º  | 5     | 2    | 1    | 2    | 10    | 4   | 1             | 5             | 1/2           | 1             | 1             | 0 | 0     | 54    | 28    | 14    | 12  | 60.49%      | 95      | 54      | +41     |         |         |         |         |
| Manchester United Inglaterra | 1.ª   | 1997-98   | 38    | 23   | 8    | 7    | 2.º  | 5     | 2    | 1    | 2    | 8     | 5   | 2             | 1             | 1/4           | 1             | 1             | 0 | 0     | 52    | 31    | 11    | 10  | 66.67%      | 106     | 45      | +61     |         |         |         |         |
| Manchester United Inglaterra | 1.ª   | 1998-99   | 38    | 22   | 13   | 3    | 1.º  | 11    | 8    | 2    | 1    | 13    | 6   | 7             | 0             | 1.º           | 1             | 0             | 0 | 1     | 63    | 36    | 22    | 5   | 68.78%      | 128     | 63      | +65     |         |         |         |         |
| Manchester United Inglaterra | 1.ª   | 1999-00   | 38    | 28   | 7    | 3    | 1.º  | 2     | 0    | 0    | 2    | 14    | 8   | 3             | 3             | 1/4           | 5             | 2             | 1 | 2     | 59    | 38    | 11    | 10  | 70.62%      | 124     | 66      | +58     |         |         |         |         |
| Manchester United Inglaterra | 1.ª   | 2000-01   | 38    | 24   | 8    | 6    | 1.º  | 4     | 2    | 0    | 2    | 14    | 6   | 4             | 4             | 1/4           | 1             | 0             | 0 | 1     | 57    | 32    | 12    | 13  | 63.16%      | 107     | 50      | +57     |         |         |         |         |
| Manchester United Inglaterra | 1.ª   | 2001-02   | 38    | 24   | 5    | 9    | 3.º  | 3     | 1    | 0    | 2    | 16    | 8   | 6             | 2             | 1/2           | 1             | 0             | 0 | 1     | 58    | 33    | 11    | 14  | 63.22%      | 122     | 69      | +53     |         |         |         |         |
| Manchester United Inglaterra | 1.ª   | 2002-03   | 38    | 25   | 8    | 5    | 1.º  | 9     | 6    | 1    | 2    | 16    | 11  | 1             | 4             | 1/4           | -             | -             | - | -     | 63    | 42    | 10    | 11  | 71.96%      | 130     | 61      | +69     |         |         |         |         |
| Manchester United Inglaterra | 1.ª   | 2003-04   | 38    | 23   | 6    | 9    | 3.º  | 8     | 7    | 0    | 1    | 8     | 5   | 1             | 2             | 1/8           | 1             | 1             | 0 | 0     | 55    | 36    | 7     | 12  | 69.69%      | 102     | 52      | +50     |         |         |         |         |
| Manchester United Inglaterra | 1.ª   | 2004-05   | 38    | 22   | 11   | 5    | 3.º  | 12    | 8    | 2    | 2    | 10    | 5   | 2             | 3             | 1/8           | 1             | 0             | 0 | 1     | 61    | 35    | 15    | 11  | 65.58%      | 104     | 49      | +55     |         |         |         |         |
| Manchester United Inglaterra | 1.ª   | 2005-06   | 38    | 25   | 8    | 5    | 2.º  | 10    | 7    | 2    | 1    | 8     | 3   | 3             | 2             | FG            | -             | -             | - | -     | 56    | 35    | 13    | 8   | 70.24%      | 106     | 44      | +62     |         |         |         |         |
| Manchester United Inglaterra | 1.ª   | 2006-07   | 38    | 28   | 5    | 5    | 1.º  | 10    | 6    | 2    | 2    | 12    | 8   | 0             | 4             | 1/2           | -             | -             | - | -     | 60    | 42    | 7     | 11  | 73.89%      | 123     | 51      | +72     |         |         |         |         |
| Manchester United Inglaterra | 1.ª   | 2007-08   | 38    | 27   | 6    | 5    | 1.º  | 5     | 3    | 0    | 2    | 13    | 10  | 3             | 0             | 1.º           | 1             | 1             | 0 | 0     | 57    | 41    | 9     | 7   | 77.19%      | 118     | 37      | +81     |         |         |         |         |
| Manchester United Inglaterra | 1.ª   | 2008-09   | 38    | 28   | 6    | 4    | 1.º  | 11    | 9    | 0    | 2    | 13    | 6   | 6             | 1             | 2.º           | 4             | 3             | 0 | 1     | 66    | 46    | 12    | 8   | 75.76%      | 128     | 52      | +76     |         |         |         |         |
| Manchester United Inglaterra | 1.ª   | 2009-10   | 38    | 27   | 4    | 7    | 2.º  | 7     | 5    | 0    | 2    | 10    | 7   | 1             | 2             | 1/4           | 1             | 0             | 0 | 1     | 56    | 39    | 5     | 12  | 72.62%      | 121     | 51      | +70     |         |         |         |         |
| Manchester United Inglaterra | 1.ª   | 2010-11   | 38    | 23   | 11   | 4    | 1.º  | 8     | 6    | 0    | 2    | 13    | 9   | 3             | 1             | 2.º           | 1             | 1             | 0 | 0     | 60    | 39    | 14    | 7   | 72.78%      | 114     | 55      | +59     |         |         |         |         |
| Manchester United Inglaterra | 1.ª   | 2011-12   | 38    | 28   | 5    | 5    | 2.º  | 5     | 3    | 0    | 2    | 10    | 3   | 3             | 4             | 1/8           | 1             | 1             | 0 | 0     | 54    | 35    | 8     | 11  | 69.75%      | 120     | 56      | +64     |         |         |         |         |
| Manchester United Inglaterra | 1.ª   | 2012-13   | 38    | 28   | 5    | 5    | 1.º  | 8     | 4    | 2    | 2    | 8     | 4   | 1             | 3             | 1/8           | -             | -             | - | -     | 54    | 36    | 8     | 10  | 71.61%      | 114     | 65      | +49     |         |         |         |         |
| Total                        | Total | Total     | 1035  | 625  | 238  | 172  | -    | 195   | 126  | 24   | 45   | 223   | 120 | 56            | 47            | -             | 24            | 14            | 2 | 8     | 1477  | 885   | 321   | 271 | 67.16%      | 2763    | 1382    | +1381   |         |         |         |         |
| 1. 2. 3.                     |       |           |       |      |      |      |      |       |      |      |      |       |     |               |               |               |               |               |   |       |       |       |       |     |             |         |         |         |         |         |         |         |

## Palmarés

### Como jugador

#### Títulos nacionales
| Título                | Club          | País    | Año  |
| --------------------- | ------------- | ------- | ---- |
| Scottish Division two | St. Johnstone | Escocia | 1963 |
| Scottish Division two | Falkirk       | Escocia | 1970 |

### Como entrenador (50)
Actualmente, Entrenador con más títulos Archivado el 6 de noviembre de 2020 en Wayback Machine. ha ganado 50 trofeos.

#### Títulos nacionales (42)
| Título                        | Club              | País       | Año       |
| ----------------------------- | ----------------- | ---------- | --------- |
| Scottish First Division       | St. Mirren        | Escocia    | 1976-77   |
| Scottish Premier Division     | Aberdeen          | Escocia    | 1979-80   |
| Drybrough Cup                 | Aberdeen          | Escocia    | 1980      |
| Copa de Escocia               | Aberdeen          | Escocia    | 1981-82   |
| Copa de Escocia               | Aberdeen          | Escocia    | 1982-83   |
| Scottish First Division       | Aberdeen          | Escocia    | 1983-84   |
| Copa de Escocia               | Aberdeen          | Escocia    | 1983-84   |
| Scottish First Division       | Aberdeen          | Escocia    | 1984-85   |
| Copa de Escocia               | Aberdeen          | Escocia    | 1985-86   |
| Copa de la Liga de Escocia    | Aberdeen          | Escocia    | 1985-86   |
| FA Cup                        | Manchester United | Inglaterra | 1989-90   |
| Charity Shield                | Manchester United | Inglaterra | 1990      |
| Copa de la Liga de Inglaterra | Manchester United | Inglaterra | 1991-92   |
| Premier League                | Manchester United | Inglaterra | 1992-93   |
| Charity Shield                | Manchester United | Inglaterra | 1993      |
| Premier League                | Manchester United | Inglaterra | 1993-94   |
| FA Cup                        | Manchester United | Inglaterra | 1993-94   |
| Charity Shield                | Manchester United | Inglaterra | 1994      |
| Premier League                | Manchester United | Inglaterra | 1995-96   |
| FA Cup                        | Manchester United | Inglaterra | 1995-96   |
| Charity Shield                | Manchester United | Inglaterra | 1996      |
| Premier League                | Manchester United | Inglaterra | 1996-97   |
| Charity Shield                | Manchester United | Inglaterra | 1997      |
| Premier League                | Manchester United | Inglaterra | 1998-99   |
| FA Cup                        | Manchester United | Inglaterra | 1998-99   |
| Premier League                | Manchester United | Inglaterra | 1999-2000 |
| Premier League                | Manchester United | Inglaterra | 2000-01   |
| Premier League                | Manchester United | Inglaterra | 2002-03   |
| Community Shield              | Manchester United | Inglaterra | 2003      |
| FA Cup                        | Manchester United | Inglaterra | 2003-04   |
| Copa de la Liga de Inglaterra | Manchester United | Inglaterra | 2005-06   |
| Premier League                | Manchester United | Inglaterra | 2006-07   |
| Community Shield              | Manchester United | Inglaterra | 2007      |
| Premier League                | Manchester United | Inglaterra | 2007-08   |
| Community Shield              | Manchester United | Inglaterra | 2008      |
| Premier League                | Manchester United | Inglaterra | 2008-09   |
| Copa de la Liga de Inglaterra | Manchester United | Inglaterra | 2008-09   |
| Copa de la Liga de Inglaterra | Manchester United | Inglaterra | 2009-10   |
| Community Shield              | Manchester United | Inglaterra | 2010      |
| Premier League                | Manchester United | Inglaterra | 2010-11   |
| Community Shield              | Manchester United | Inglaterra | 2011      |
| Premier League                | Manchester United | Inglaterra | 2012-13   |

#### Títulos internacionales (8)
| Título                            | Club              | Sede               | Año     |
| --------------------------------- | ----------------- | ------------------ | ------- |
| Recopa de Europa de la UEFA       | Aberdeen          | Suecia             | 1982-83 |
| Supercopa de Europa               | Aberdeen          | Alemania · Escocia | 1983    |
| Recopa de Europa de la UEFA       | Manchester United | Países Bajos       | 1990-91 |
| Supercopa de Europa               | Manchester United | Inglaterra         | 1991    |
| Liga de Campeones de la UEFA      | Manchester United | España             | 1998-99 |
| Copa Intercontinental             | Manchester United | Japón              | 1999    |
| Liga de Campeones de la UEFA      | Manchester United | Rusia              | 2007-08 |
| Copa Mundial de Clubes de la FIFA | Manchester United | Japón              | 2008    |

#### Distinciones individuales
| Distinción                                                                 | Años    |
| -------------------------------------------------------------------------- | ------- |
| Football Writers' Association Tribute Award                                | 1996    |
| Mussabini Medal                                                            | 1999    |
| Entrenador del año de la UEFA                                              | 1998-99 |
| Entrenador del año de la IFFHS                                             | 1999    |
| Professional Footballers' Association Merit Award                          | 2007    |
| World Soccer Magazine World Manager of the Year                            | 1993    |
| Entrenador del Año de la Premier League                                    | 1993–94 |
| Entrenador del Año de la Premier League                                    | 1996–97 |
| Entrenador del año de la LMA                                               | 1998–99 |
| Entrenador del Año de la Premier League                                    | 1998–99 |
| World Soccer Magazine World Manager of the Year                            | 1999    |
| Entrenador del Año de la Premier League                                    | 2002–03 |
| Entrenador del Año de la Premier League                                    | 2006–07 |
| World Soccer Magazine World Manager of the Year                            | 2007    |
| Premio UEFA al equipo del año                                              | 2007    |
| Entrenador del Año de la Premier League                                    | 2007–08 |
| Entrenador del año de la LMA                                               | 2007–08 |
| World Soccer Magazine World Manager of the Year                            | 2008    |
| Premio UEFA al equipo del año                                              | 2008    |
| Entrenador del Año de la Premier League                                    | 2008-09 |
| Entrenador del Año de la Premier League                                    | 2010-11 |
| Entrenador del Año de la Premier League                                    | 2012-13 |
| Mejor Entrenador de Fútbol de la Historia según la World Soccer            | 2013    |
| Mejor Entrenador de Fútbol de la Historia según la ESPN                    | 2013    |
| Segundo Mejor Entrenador de Fútbol de la Historia según la France Football | 2013    |
| Distinción Presidencial de la FIFA                                         | 2011    |
| Once histórico del Balón de Oro                                            | 2020    |

## Vida privada
Es hijo de Alexander Beaton Ferguson, un ayudante de chapista en la industria náutica, y su esposa Elizabeth Hardie. En la actualidad reside en Wilmslow (Cheshire) donde también lo hacía con su esposa Cathy Ferguson, con la que se casó en 1966, la cual falleció el 6 de octubre de 2023. Fruto de este matrimonio nacieron Mark Ferguson (n. 1968), Darren Ferguson (n. 1972) y Jason Ferguson (n. 1972), empresario.